# 삼일신보
《삼일신보》는 1928년 미국 뉴욕에서 한국어로 창간된 주간 신문이다.

## 개요
1928년 6월 29일 창간되었다. 4면 8단제, 순한글로 미주에 있던 한인 지식인들이 발행한 주간 신문이었다. 홍득수, 송세인, 리봉수, 허정, 장덕수, 김양수, 윤치영 등의 발기로 창간되어 1930년 6월까지 2년 동안 발간되었다.
사장은 허정, 재무 홍득수, 서기 윤주관, 영업부장 안택수, 고문 이승만, 서재필이 맡았다.
편집부원으로는 김도연, 김양수, 이동제, 윤치영 등 25명이 활동했다.

## 참고 문헌
- 《한국신문백년사료집》,사단법인 한국신문연구소, 1975